# Irmã Dulce
Maria Rita de Sousa Brito Lopes Pontes (Salvador, 26 de maio de 1914 — Salvador, 13 de março de 1992), conhecida como Irmã Dulce ou Santa Dulce dos Pobres, foi uma freira brasileira e santa da Igreja Católica, lembrada por suas obras de caridade e assistência aos pobres e necessitados, tanto que foi apelidada Anjo bom da Bahia.
Em 2011 foi beatificada pelo enviado especial do Papa Bento XVI, Dom Geraldo Majella Agnelo, em Salvador, e canonizada em 13 de outubro de 2019 pelo papa Francisco com o título de Santa Dulce dos Pobres, sendo a primeira santa nascida no Brasil.
Irmã Dulce ganhou notoriedade por suas obras de caridade e de assistência aos pobres e necessitados, obras essas que ela praticava desde muito cedo. Na juventude já lotava a casa de seus pais acolhendo doentes. Ela também criou e ajudou a criar várias instituições filantrópicas: uma das mais importantes e famosas é o Hospital Santo Antônio, que foi construído no lugar do galinheiro do Convento Santo Antônio. Hoje o hospital atende diariamente mais de cinco mil pessoas. Foi uma das mais importantes, influentes e notórias ativistas humanitárias do século XX. Por suas ações de amor e assistência aos desfavorecidos, recebeu a alcunha de "Anjo Bom da Bahia". Suas obras de caridade são referência nacional, e ganharam repercussão pelo mundo. Seu nome é sempre relacionado à caridade e amor ao próximo, fato pelo qual é intitulada "Mãe dos Desamparados", gravado até mesmo como epitáfio de seu primeiro túmulo. Foi indicada ao Prêmio Nobel da Paz no ano de 1988 pelo então presidente do Brasil, José Sarney, porém não ficou com o título. Em 2001, foi eleita "a religiosa do século XX", em uma eleição que foi publicada pela revista Isto É. Em 2012, foi eleita uma dos 12 maiores brasileiros de todos os tempos em pesquisa feita pelo SBT, para eleger a personalidade que mais contribuiu para o país.
Em 2014 o governador da Bahia, Jaques Wagner, instituiu por um decreto a data de 13 de agosto como o Dia Estadual em Memória à Bem Aventurada Dulce dos Pobres. Contudo, a data não é feriado no estado, por não ter mais vagas disponíveis no calendário local.
Irmã Dulce foi incluída no Livro dos Heróis e Heroínas da Pátria através da lei nº 14 584, de 16 de maio de 2023.

## Biografia

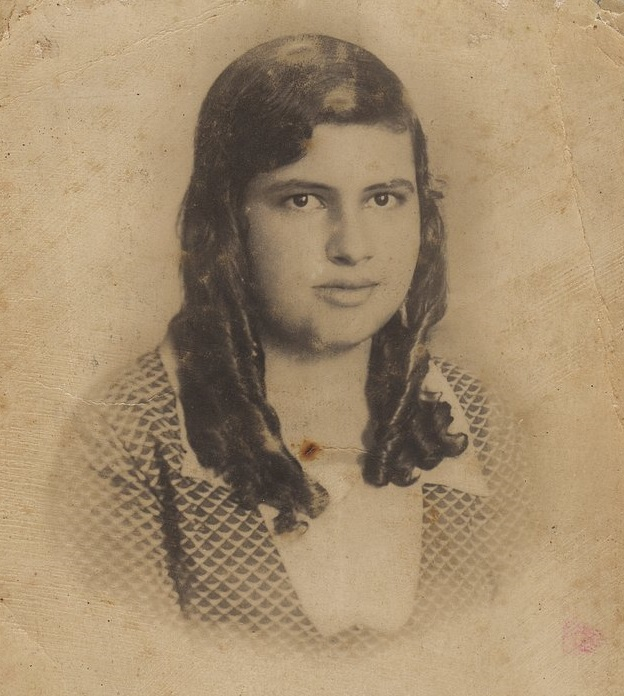
Irmã Dulce, Maria Rita, aos 13 anos de idade.

Maria Rita era filha de dona Dulce Maria de Souza Brito e do doutor Augusto Lopes Pontes, dentista e professor da Universidade Federal da Bahia. Quando criança, costumava rezar muito e pedia sinais a Santo Antônio, pois queria saber se deveria seguir a vida religiosa ou se casar. Desde os treze anos de idade, depois de visitar áreas carentes, acompanhada por uma tia, ela começou a manifestar o desejo de se dedicar à vida religiosa. Começou a ajudar mendigos, enfermos e desvalidos. Nessa mesma idade, foi recusada pelo Convento de Santa Clara do Desterro, em Salvador, por ser jovem demais, voltando a estudar.
Então, e sendo este o motivo pelo qual não foi aceita, a menina Maria Rita tinha boas referências para procurar o Convento do Desterro, pois o mesmo já gozava da boa fama de ter tido veneráveis religiosas, como a Madre Vitória da Encarnação, primeira religiosa brasileira com fama de santidade, falecida em 1715, a Madre Maria da Soledade e a Madre Margarida da Coluna, que juntas são chamadas de as Três santas do Desterro. Já em 1730, escrevia sobre as virtuosas religiosas deste convento, Sebastião da Rocha Pita, no seu livro História da América Portuguesa:
Foi crescendo com o amor de Deus a pureza nas religiosas em tal grau, que competiam em santidade, e faleceram algumas admiráveis em prodigiosa penitência e com notável opinião, entre as quais se conta a madre Soror Victória da Encarnação, cuja vida anda escrita por ilustríssima pena, que foi a do senhor D. Sebastião Monteiro da Vide, arcebispo da Bahia, que com vôos de águia soube registrar as luzes daquele extático sol.
Com o consentimento da família e o apoio de sua irmã, Dona Dulcinha, a menina foi transformando a casa da família, na Rua da Independência, 61, no bairro de Nazaré, num centro de atendimento a pessoas necessitadas. A casa ficou conhecida como "a portaria de São Francisco", tal o número de carentes que se aglomeravam a sua porta.
Em 8 de fevereiro de 1933, logo após se formar professora primária (1932), Maria Rita entrou para a Congregação das Irmãs Missionárias da Imaculada Conceição da Mãe de Deus, na cidade de São Cristóvão, em Sergipe. Em 13 de agosto de 1933, após seis meses de noviciado, ela fez sua profissão de fé e votos perpétuos, tomando o hábito de freira e recebendo o nome de Irmã Dulce, em homenagem a sua mãe, aos 19 anos de idade. Em seguida (1934), voltou a Salvador. Sua primeira missão como religiosa foi ensinar em um colégio mantido pela sua congregação, na Cidade Baixa, além de também assistir as comunidades pobres da região.
Em 1936, com apenas 22 anos, fundou, com Frei Hildebrando Kruthanp, a União Operária São Francisco, primeiro movimento cristão operário da Bahia. No ano seguinte, sempre com Frei Hildebrando, criou o Círculo Operário da Bahia, mantido com a arrecadação de três cinemas que ambos haviam construído através de doações. Tinham como finalidade a difusão das cooperativas, a promoção cultural e social dos operários e a defesa dos seus direitos.
Em maio de 1939, Irmã Dulce inaugurou o Colégio Santo Antônio, voltado para os operários e seus filhos. No mesmo ano, para abrigar doentes que recolhia nas ruas, Irmã Dulce invadiu cinco casas na Ilha do Rato, em Salvador. Depois de ser expulsa do lugar, teve que peregrinar durante uma década, instalando os doentes em vários lugares, até transformar em albergue o galinheiro do Convento de Santo Antônio, que mais tarde deu origem ao Hospital Santo Antônio, centro de um complexo médico, social e educacional que continua atendendo aos pobres.
Mesmo com a saúde frágil, Irmã Dulce construiu e manteve uma das maiores e mais respeitadas instituições filantrópicas do país — as Obras Sociais Irmã Dulce.
Por trinta anos dormiu em uma cadeira de madeira, cumprindo a promessa feita em 1956 para que sua irmã Dulce sobrevivesse a uma gravidez de alto risco.
Em 1980, durante a primeira visita do Papa João Paulo II ao Brasil, Irmã Dulce foi convidada a subir ao altar para receber uma bênção especial. O Papa retirou do bolso um rosário e ofereceu a ela dizendo: "Continue, Irmã Dulce, continue".
Em 1988, foi indicada para o Prêmio Nobel da Paz, pelo então presidente do Brasil José Sarney, com o apoio da rainha Silvia da Suécia.
Em 2000, foi distinguida pelo Papa João Paulo II com o título de Serva de Deus. O processo de beatificação de Irmã Dulce tramitou na Congregação para as Causas dos Santos do Vaticano.

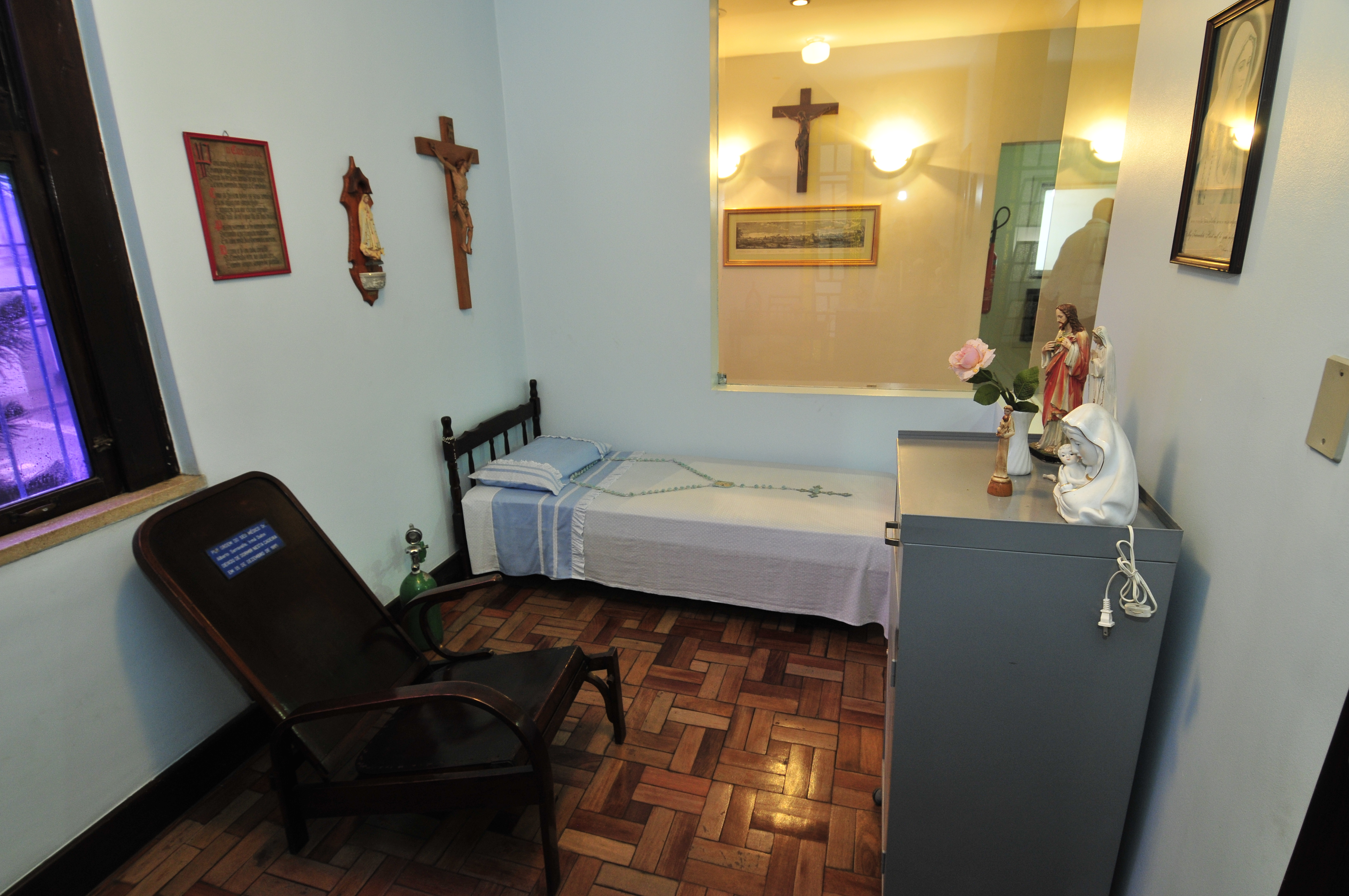
O aposento de Irmã Dulce, preservado hoje no Memorial em sua homenagem.

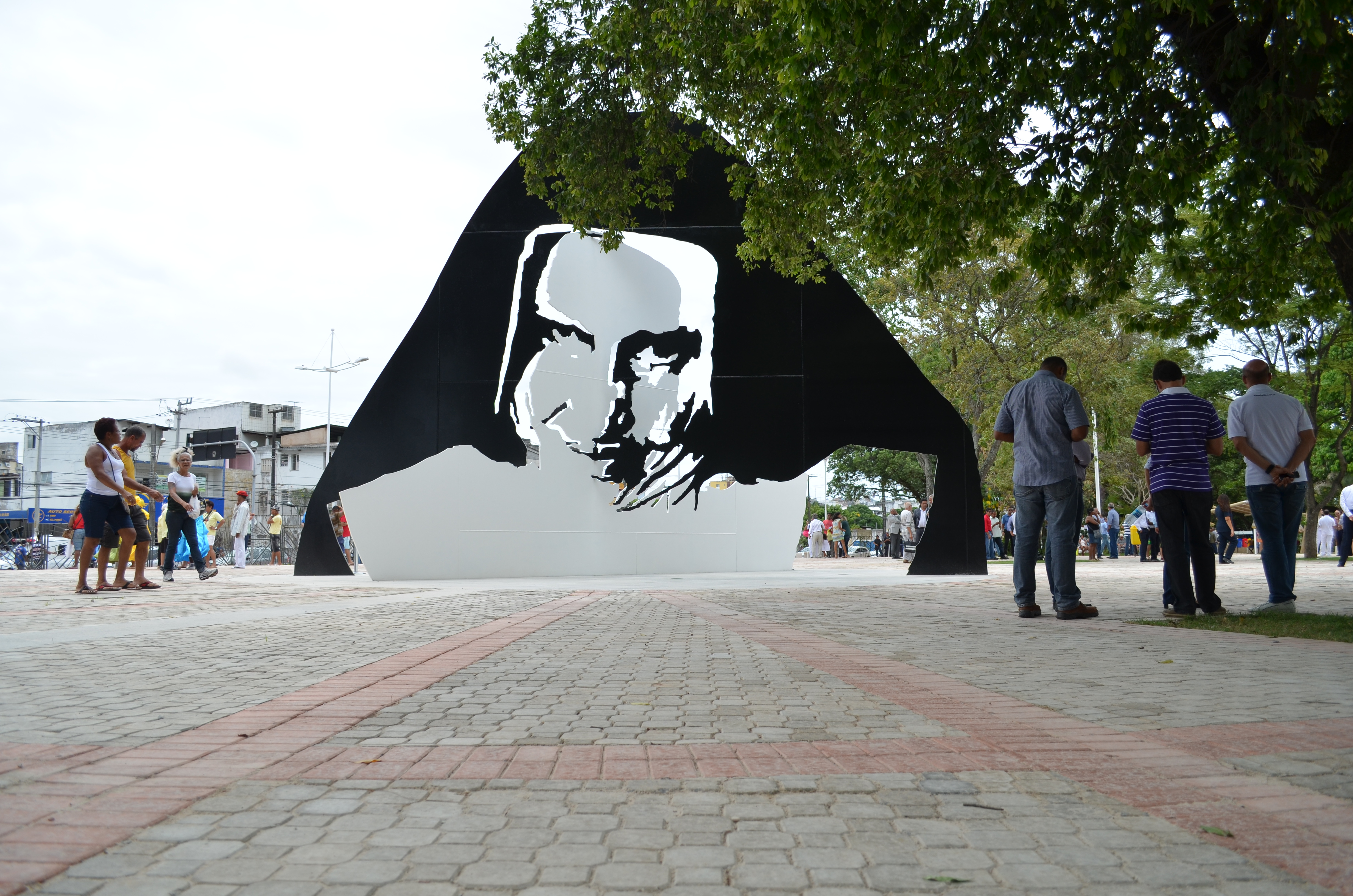
Praça Irmã Dulce, em Salvador, inaugurada em homenagem à freira.

Entre os diversos estabelecimentos que Irmã Dulce fundou estão o Hospital Santo Antônio, capaz de atender setecentos pacientes e duzentos casos ambulatoriais. O atendimento médico conta com especialização geriátrica, cirúrgica, hospital infantil, centro de atendimento e tratamento de alcoolismo, clínica feminina, unidade de coleta e transfusão de sangue, laboratórios e um centro de reabilitação e prevenção de deficiências. Além do hospital, Irmã Dulce também criou o Centro Educacional Santo Antônio (CESA), instalado em Simões Filho, que abriga mais de trezentas crianças de 3 a 17 anos. No Centro, os jovens têm acesso a cursos profissionalizantes. Irmã Dulce fundou também o "Círculo Operário da Bahia", que, além de escola de ofícios, proporcionava atividades culturais e recreativas.
Durante mais de cinquenta anos teve problemas respiratórios. Em 11 de novembro de 1990, Irmã Dulce foi internada no Hospital Português da Bahia, depois transferida à UTI do Hospital Aliança e finalmente ao Hospital Santo Antônio. Em 20 de outubro de 1991, recebe no convento, em seu leito de morte, a segunda visita do Papa João Paulo II ao Brasil para receber a bênção e a extrema unção.
O "anjo bom da Bahia" morreu em seu quarto, de causas naturais, aos setenta e sete anos, às 16h45 do dia 13 de março de 1992, ao lado de pessoas queridas por ela, como as irmãs do convento. Seu corpo foi sepultado no alto do Santo Cristo, na Basílica de Nossa Senhora da Conceição da Praia e depois transferido para a Capela do Hospital Santo Antônio, centro das Obras Sociais Irmã Dulce.

## Beatificação e canonização

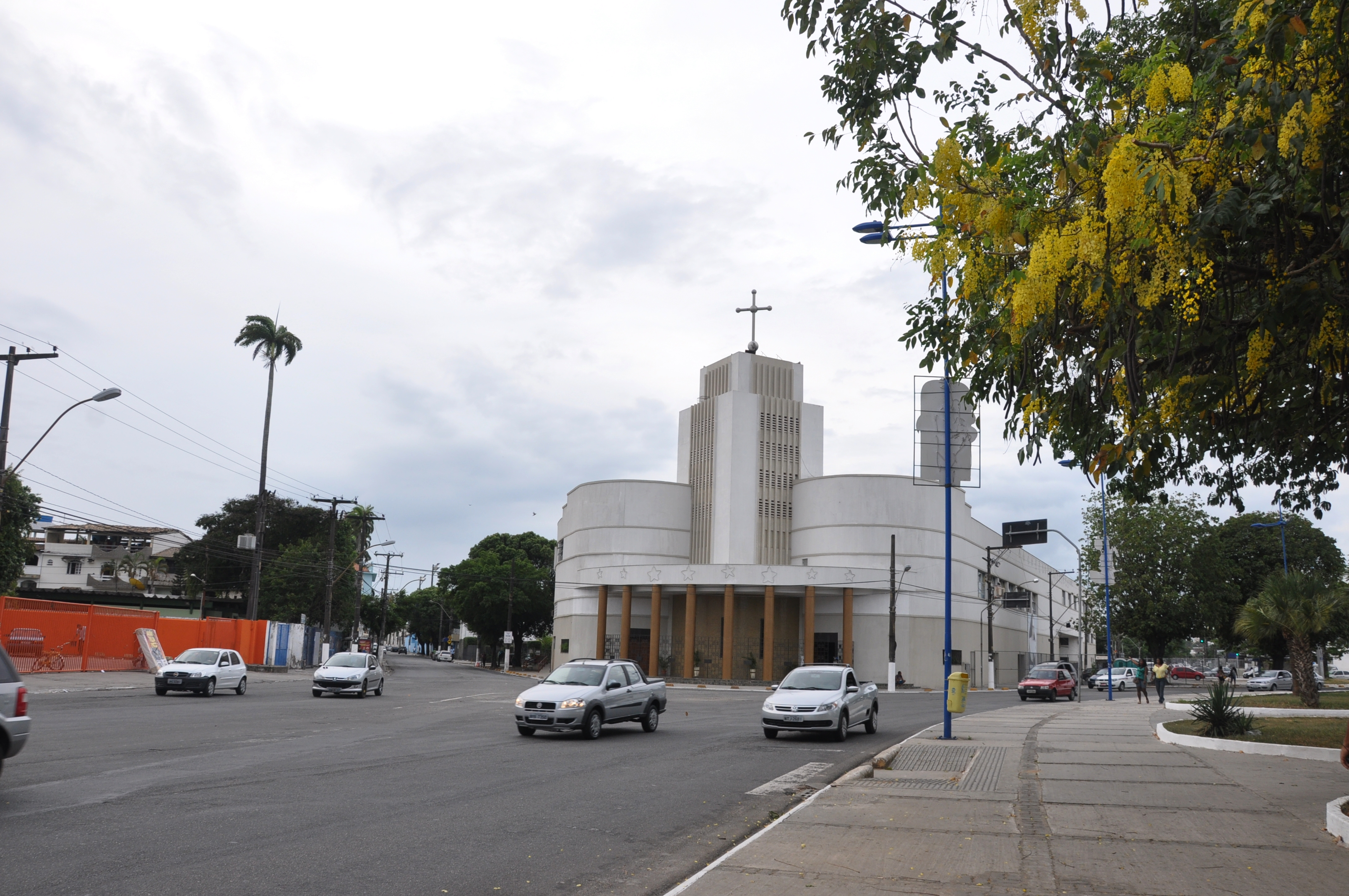
Localizada no bairro de Roma, em Salvador a antiga Igreja da Imaculada Conceição, atual Santuário Santa Dulce dos Pobres, é a principal igreja dedicada à Irmã Dulce, e onde seu corpo está sepultado.

Irmã Dulce foi declarada venerável pela Congregação para as Causas dos Santos do Vaticano em 21 de janeiro de 2009, deixando-a mais próxima da beatificação. Em 3 de abril do mesmo ano, o Papa Bento XVI aprovou o decreto de reconhecimento de suas virtudes heroicas. Em 9 de junho de 2010, o corpo de Irmã Dulce foi exumado, velado e sepultado novamente, como último estágio do processo de beatificação. Em 27 de outubro do mesmo ano, o cardeal arcebispo de Salvador e primaz do Brasil, Dom Geraldo Majella Agnelo anunciou a beatificação da religiosa, em uma coletiva de imprensa realizada na sede das Obras Sociais Irmã Dulce, tornando-a a primeira bem-aventurada da Bahia. O anúncio foi sucedido pelo decreto em 10 de dezembro de 2010 e aconteceu após o reconhecimento de um milagre pela intercessão da religiosa na recuperação de uma mulher sergipana, que havia sido desenganada pelos médicos após sofrer uma hemorragia durante o parto.
No dia 22 de maio de 2011, Irmã Dulce foi beatificada em Salvador, e passou a ser reconhecida como "Bem-Aventurada Dulce dos Pobres". A Solene Eucaristia de Beatificação foi presidida pelo enviado especial do Papa Bento XVI, Dom Geraldo Majella Agnelo, arcebispo emérito de Salvador. Nessa mesma solenidade foi declarado o dia 13 de agosto como a data de sua festa litúrgica, que é comemorada em Salvador, e em pelo menos 28 igrejas e capelas de outros estados. Nesse dia, em 1933, a religiosa fez sua profissão de fé e votos perpétuos, tornando-se freira. A data também é comemorada pela Igreja Episcopal Anglicana do Brasil, mas sua festa litúrgica é celebrada em 13 de março nessa denominação.

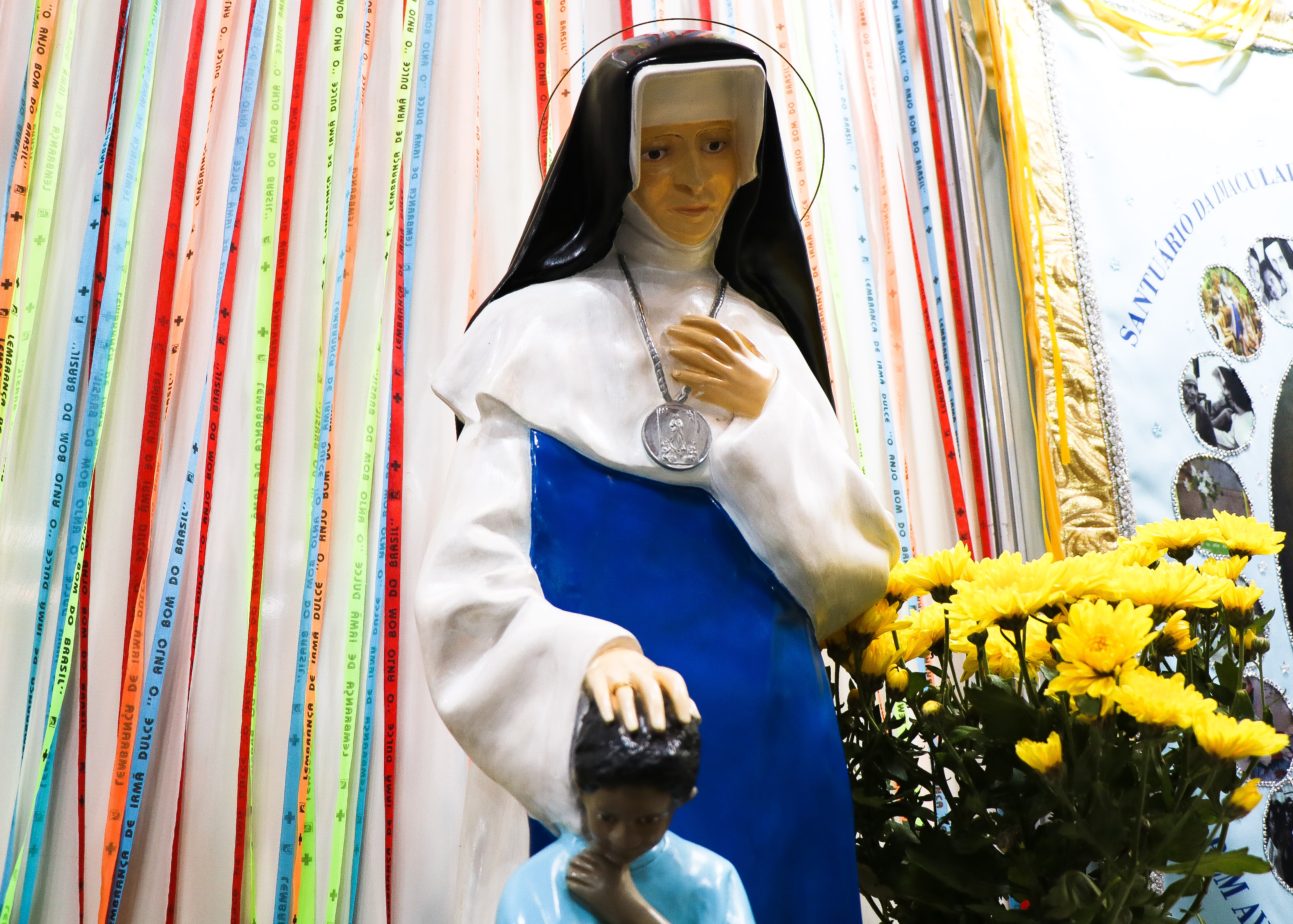
Imagem devocional de Santa Dulce dos Pobres

Em 13 de maio de 2019, o Vaticano reconheceu um segundo milagre de Irmã Dulce, a cura de uma pessoa cega. Com isso, a beata poderia ser canonizada. Quase dois meses depois, em 1 de julho, a Santa Sé anunciou que a data de canonização seria 13 de outubro do mesmo ano, no Vaticano. O rito de canonização ocorreu na celebração da missa dominical de 13 de outubro de 2019 no Vaticano pelo Papa Francisco, e além de irmã Dulce, que recebeu o título canônico de Santa Dulce dos Pobres, outros quatro beatos de nacionalidades diferentes foram canonizados. Na homilia da celebração, Francisco exaltou que os cinco beatos foram canonizados por se dedicarem ao serviço dos mais pobres na vida religiosa, fazendo um "caminho de amor nas periferias existenciais do mundo". Santa Dulce dos Pobres tornou-se a primeira mulher comprovadamente nascida no Brasil a ser canonizada, e a 37ª santa brasileira.
Logo depois da canonização, foi criado pelo bispo auxiliar de Salvador, dom Marco Eugênio Galrão, o primeiro santuário do mundo dedicado à santa, o Santuário Santa Dulce dos Pobres, cujo orago anterior era Imaculada Conceição da Mãe de Deus, no bairro Roma, em Salvador. Simultaneamente também foi criada a primeira paróquia do mundo dedicada a Santa Dulce, a Paróquia de Santa Dulce dos Pobres, no bairro do Saboeiro, em Salvador. A criação da paróquia deu-se durante a celebração da missa, presidida pelo bispo auxiliar de Salvador, Dom Estevam dos Santos.

## Na mídia
Em 27 de novembro de 2014, estreou o filme biográfico sobre Irmã Dulce, intitulado Irmã Dulce e rodado inteiramente em Salvador, mostra a trajetória da freira na infância, fase adulta e últimos anos de vida. Narra seu ativismo social desde a época da juventude até a construção das Obras Sociais Irmã Dulce. Na fase jovem foi interpretada pela atriz Bianca Comparato e na fase adulta pela atriz Regina Braga.